# Říční práh

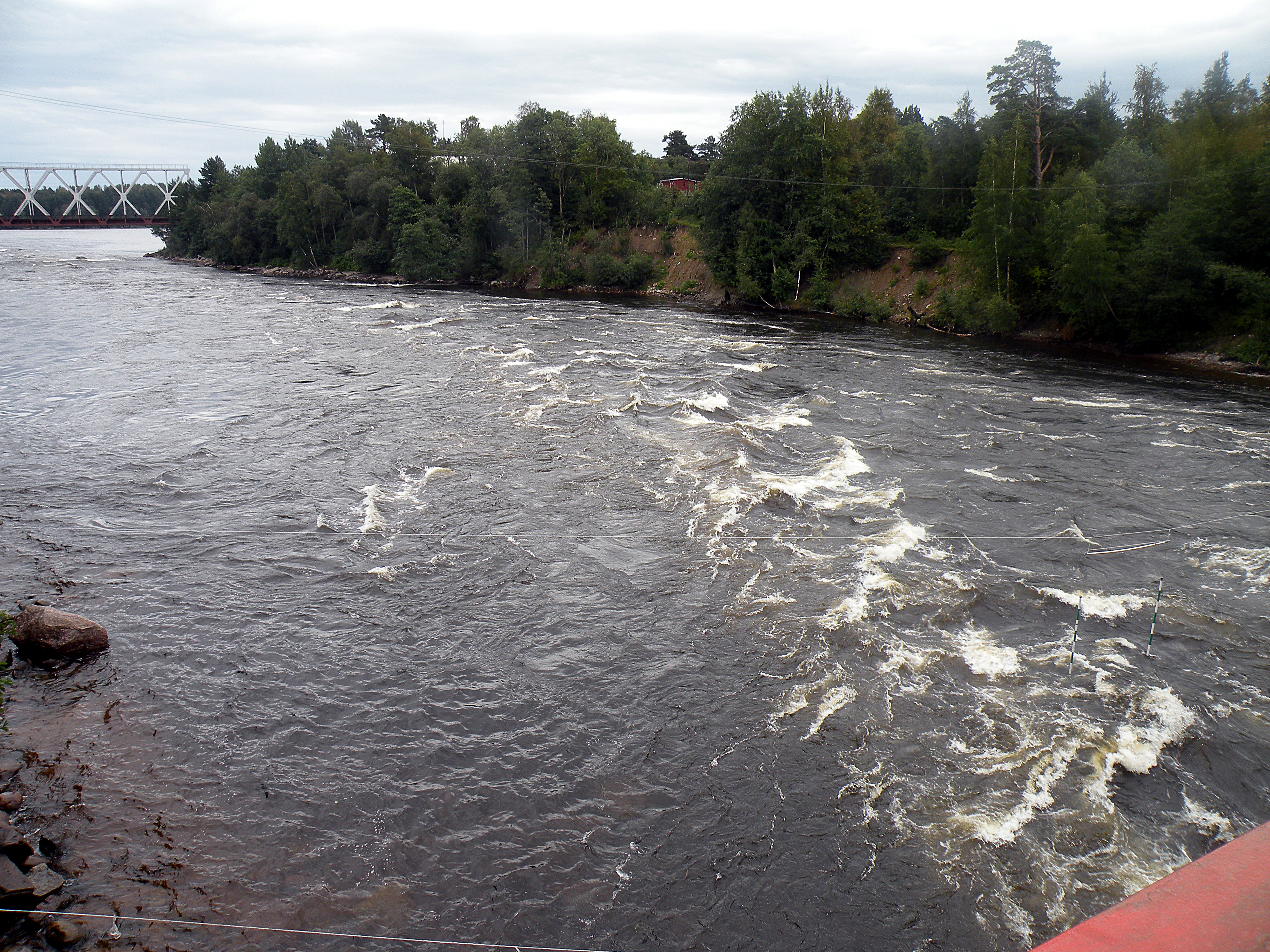
Losevskije porogi (Лосевские пороги) na řece Vuoksa

Říční práh je místo v řece, kde voda přetéká přírodní kamennou či skalnatou překážku situovanou přes celou šíři vodního toku či říčního ramene. Koryto zde nabírá vyššího spádu, po několika metrech či desítkách metrů se spád opět srovnává. Práh může být součástí peřejí, případně se může vyskytovat na řece samostatně. V České republice byla prahy typická zejména Vltava na dolním toku – dnes však tyto přírodní útvary zmizely pod hladinou přehrad a jezů.